# Giuditta I
(Federico Zeri)
Giuditta I è un dipinto a olio su tela (84×42 cm) realizzato nel 1901 dal pittore austriaco Gustav Klimt e conservato nell'Österreichische Galerie Belvedere a Vienna.

## Descrizione
Quest'opera rappresenta una delle prime esperienze del pittore austriaco dove mostra tutta la sua spontaneità e la mancanza di artifici retorici: è considerata come significativa anticipatrice del periodo aureo - contraddistinto da un linguaggio di forte astrazione simbolica e dall'uso massiccio dell'oro - nelle preziosità del fondo, della collana e delle decorazioni tondeggianti del melo, elementi che verranno ripresi anche nella Giurisprudenza e in Danae. Questa tendenza si conferma nell'artista in maniera forte dopo il suo viaggio in Italia, presso Ravenna, e la visione dei mosaici bizantini dell'ultima capitale dell'Impero romano d'Occidente.
Racchiusa in una cornice di rame sbalzato (probabilmente realizzata da suo fratello Georg, scultore, falegname e scaricatore di porto), Klimt dipinge per la prima volta la bella eroina biblica; una seconda versione, Giuditta II, del 1909, è esposta nel Museo di Ca' Pesaro a Venezia. Entrambe le versioni sono note anche come Salomè.
Il soggetto è stato sempre utilizzato quale metafora del potere di seduzione delle donne, che riesce a vincere anche la forza virile più bruta. In clima simbolista la figura di Giuditta si presta alla esaltazione della femme fatale crudele e seduttrice, che porta alla rovina e alla morte il proprio amante.
(Felix Salten)
Il pittore raffigura la protagonista come una donna moderna per i suoi tempi, con il volto di Adele Bloch-Bauer, esponente dell'alta società viennese.
L'immagine ha un taglio verticale molto accentuato con la figura di Giuditta, di grande valenza erotica, a dominare l'immagine quasi per intero. Lo sguardo della Giuditta tende quasi a sfidare l'osservatore. La testa di Oloferne appare appena di scorcio, in basso a destra, tagliata per oltre la metà dal bordo della cornice. Da sottolineare la notevole differenza tra gli incarnati della figura, che hanno una resa tridimensionale, e le vesti, trattate con un decorativismo bidimensionale molto accentuato.
Dietro la testa di Giuditta è rappresentato un paesaggio arcaico e stilizzato di alberi di fico e viti, tratto da un fregio assiro del Palazzo di Sennacherib a Ninive.